# Wöllersdorf-Steinabrückl
Wöllersdorf-Steinabrückl là một đô thị thuộc huyện Wiener Neustadt-Land trong bang Niederösterreich, Áo.